# بن هور (فیلم ۱۹۵۹)
بن-هور یا بن-حور (به انگلیسی: Ben-Hur) فیلمی حماسه‌ای-درام به کارگردانی ویلیام وایلر محصول سال ۱۹۵۹ است. بن حور، یکی از پر آوازه‌ترین و با شکوه‌ترین فیلم‌های تاریخ سینما به‌شمار می‌رود. این فیلم نامزد دریافت ۱۲ جایزه اسکار بود و در نهایت موفق به کسب ۱۱ جایزه اسکار از جمله بهترین فیلم شد که این یک رکورد در دریافت جوایز اسکار تا سال ۱۹۹۷ برای این فیلم بود. بن هور اقتباسی از رمانی به همین نام نوشتهٔ لو والاس است. بن هور از جانب بنیاد فیلم آمریکا به عنوان دومین فیلم برتر ژانر حماسی تاریخ سینما معرفی شد.
نام فیلم در اصل «بن حور» و برگرفته از نامهای تاریخی عبری است. موقع اکران فیلم در ایران برای استفاده از شباهت گرافیکی ه دو چشم با B در پوستر فیلم، به بن هور تغییر داده شد. در زمان فیلمبرداری صحنه مسابقه اسب دوانی تعدادی از سیاهی لشکر کشته شدند.

## خلاصه داستان
این فیلم داستان شاهزاده‌ای یهودی به نام جودا بن‌هور است که ناجوانمردانه به جرم سوءقصد به جان فرستاده سزار، توسط دوست رومی‌اش دستگیر و به بردگی و بندگی فرستاده می‌شود و دیگر اعضای خانواده‌اش هم به سیاهچال فرستاده می‌شوند. او پس از عبور از ماجراهای بسیار به وطن خویش بازمی‌گردد تا انتقام گیرد و خواهر و مادرش را رهایی بخشد…

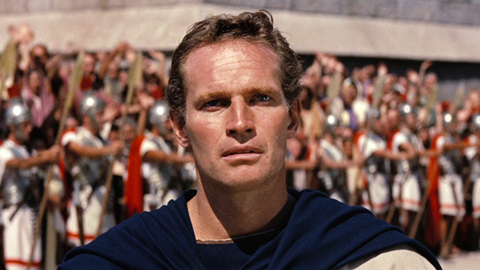
چارلتون هستون در نقش بن هور

## بازیگران
- چارلتون هستون (بن هور)
- جک هاوکینز (کینتوس آریوس)
- هایا هاراریت (اشتر)
- استیون بوید (مسالا)
- هیو گریفیث (شیخ ایلدریم)
- مارتا اسکات میریام
- کتی اودانل (تیرزا)
- سام جافی (سیمونیدس)
- فینالی کوری (بالتازار)
- فرانگ ثرینگ (پنطیوس پیلاطس)
- ترنس لنگدون (دروسوس)
- جورج رالف (تیبریوس سزار)
- آندره مورل (سکستوس)
- لیانا دل بالتسو (یکی از میهمانان مجلس مهمانی)
- فوریو منیکونی
- رایموندو وان ریل
- دیه‌گو پوتسوتو

## ساخت
تهیه این فیلم دو سال به‌طول انجامید. ابتدا می‌بایست قسمت‌هایی از شهر اورشلیم بازسازی شود. تهیه‌کننده این فیلم، سام زیمبالیست، استودیوی چینه‌چیتای رُم را انتخاب کرد و تمام فیلم را در حوالی این استودیو تهیه کرد که ۱۵ هزار طرح مختلف در مساحتی بیش از ۳۴۰ جریب اجرا شد. برای این طرح‌ها ۳۰۰ دکور عظیم در جاهای مختلف استودیوی چینه چیتا در رم ساخته شد. وقتی باستان‌شناسی را برای دیدن از دکورها به رُم بردند، وی با ناباوری گفت: خدایا، این همان شهری است که عیسای ناصری در آن قدم زد!. میدان ارابه‌رانی به‌طور کامل ساخته شد و از هیچ شگرد کامپیوتری بهره نگرفتند. در اواسط سال ۱۹۵۹، ویلیام وایلر، کارگردان پرکار و سختگیر هالیوود برای کارگردانی این فیلم دعوت شد. نخستین کار این بود که هنرپیشه‌ای را برای بازی در نقش بن‌هور بیابند. تمام بازیگران مشهور آن زمان در فهرست قرار داشتند. چارلتون هستون نیز برای بازی در نقش مسالا (رقیب رومی بن‌هور) در نظر گرفته شده بود. سرانجام وایلر بر آن شد تا هستون را برای ایفای نقش اصلی انتخاب کند، زیرا یک سال پیش از آن، با او همکاری خوبی در فیلم سرزمین بزرگ داشت. بازیگران دیگر یکی پس از دیگری انتخاب شدند. پیش از او مارلون براندو، برت لنکستر و راک هادسن بازی در نقش جودا بن هور را رد کرده بودند
ویلیام وایلر به کارگردانی پرهزینه معروف بود. کمتر پیش می‌آمد که او صحنه‌ای را فقط یک بار فیلم بگیرد. بارزترین خصوصیت کار وایلر، کلوزآپ‌های متعددی در بن هور بود. یکی از عجایب این فیلم که در موفقیت آن نقشی به‌سزا داشته‌است، موسیقی قوی این فیلم است که میکلوش روژا، آهنگساز مجارستانی‌الاصل آن را به عهده گرفت. برای ساخت فیلم بن هور در سال ۱۹۵۹ حدود ۱۵ میلیون دلار خرج شد. تدارکات اولیه آن یکسال و ساختنش هم یکسال به طول انجامید. ۴۹۶ نقش مهم با دیالوگ و صد هزار سیاهی لشکر و ۸ هکتار دکور و به طول یک دور کره زمین نگاتیو در این فیلم به کار گرفته شد. مجسمه‌های به کار رفته در این لوکیشن از بیش از ۲۰۰ تندیس بزرگ بودند که برای ساخت آن‌ها از هزاران تجهیزات موجود در انبار استودیوی چینه‌چیتا استفاده شده بود. بیش از هزار کارگر از آغاز ژانویه سال ۱۹۵۸ میلادی ساخت این لوکیشن را آغاز کردند و لوکیشنی به طول ۲ هزار فوت و عرض ۶۵ فوت که نامش به عنوان بزرگ‌ترین تک لوکیشن فیلم در تاریخ سینما به ثبت رسید.

## جوایز
- برندهٔ اسکار بهترین فیلم
- برندهٔ اسکار کارگردانی برای ویلیام وایلر
- برندهٔ اسکار نقش اول مرد برای چارلتون هستون
- برندهٔ اسکار نقش مکمل مرد برای هیو گریفیث
- برندهٔ اسکار فیلم‌برداری برای رابرت ال. سرتیس
- برندهٔ اسکار طراحی صحنه الیزابت هافندن
- برندهٔ اسکار طراحی لباس برای ویلیام. ای هورنینگ، ادوارد کارفاگنو و هیو هانت
- برندهٔ اسکار جلوه‌های ویژه برای آرنولد گیسپی، رابرت مک‌دونالد و میلو لوری
- برندهٔ اسکار تدوین برای رالف ای. وینترز، جان دی دانینگ
- برندهٔ اسکار موسیقی متن برای میکلوش روژا
- برندهٔ اسکار صدابرداری برای فرانکلین میلتون
- نامزد اسکار فیلم‌نامهٔ اقتباسی برای کارل تونبرگ

## نام بن حور
املای صحیح این نام «بن حور» است: بن حور از اسامی مشهور عبری در میان یهودیان سراسر جهان است و در کتب فارسی و عربی هم تا پیش از اکران فیلم ویلیام وایلر در ایران، آن را به همین صورت می‌نوشته‌اند. بن حور به لحاظ تاریخی نام یکی از دوستان موسی بوده و به لحاظ لغوی به معنای «سفید رنگ» است که کنایه و اشارتی است به پاکی. حور، حوری، حورا و اسم‌های عربی- عبری (سامی) از این دست همه با هم هم‌خانواده‌اند… بنابراین پیداست که نام فیلم ویلیام وایلر «بن حور» است و نه آن‌طور که مشهور است «بن هور» …
در پوستر اصلی فیلم بن حور یا بن هور، نام فیلم به صورت دو کلمه ای که تشکیل دهنده دو دیوار هستند روی هم سوار شده‌است و حرف “B” انگلیسی در ابتدای نام فیلم خودنمائی می‌کند. پوستر ایرانی فیلم هم درست از روی پوستر انگلیسی آن بازسازی شده‌است و به همین دلیل و برای یافتن یک اِلِمان مشترک تصویری در هر دو پوستر، گرافیست حرف ح را به ه تبدیل کرده‌است تا دو چشم ه یادآور دو چشم “B” انگلیسی باشد.